# Dimasa
Le dimasa est une langue tibéto-birmane parlée dans les États d'Assam et de Mizoram, en Inde.

## Classification interne
Le dimasa est une des langues bodo-garo, un sous-groupe rattachéé aux langues bhramapoutranes à l'intérieur des langues tibéto-birmanes.

## Phonologie
Les tableaux montrent l'inventaire des phonèmes consonantiques et vocaliques du dimasa.

### Voyelles
|         | Antérieure | Centrale | Postérieure |
| ------- | ---------- | -------- | ----------- |
| Fermée  | i [i]      |          | u [u]       |
| Moyenne | e [e]      |          | o [o]       |
| Ouverte |            | a [a]    |             |

### Consonnes
|              |              | Labiales | Alvéolaires | Alvéolaires | Alvéolaires | Vélaires | Glottales |
| ------------ | ------------ | -------- | ----------- | ----------- | ----------- | -------- | --------- |
| Centrales    | Latérales    | Labiales | Palatales   |             |             | Vélaires | Glottales |
| Occlusives   | Sourdes      | p [p]    | t [t]       |             |             | k [k]    |           |
| Occlusives   | Sonores      | b [b]    | d [d]       |             |             | g [g]    |           |
| Affriquées   | Affriquées   |          |             |             | j [ d͡ʒ]     |          |           |
| Fricatives   | Sourdes      |          | s [s]       |             |             |          | h [h]     |
| Fricatives   | Sonores      |          |             |             | ž [ ʒ]      |          |           |
| Nasales      | Nasales      | m [m]    | n [n]       |             |             | ŋ [ŋ]    |           |
| liquide      | Simples      |          |             | l [l]       |             |          |           |
| liquide      | Roulées      |          | r [r]       |             |             |          |           |
| Semi-voyelle | Semi-voyelle | w [w]    |             |             |             |          |           |

### Tons
Le dimasa est une langue tonale qui possède deux tons : haut et bas.

## Sources
- (en) Jonathan P. Evans et Dhrubajit Langthasa, Dimasa Language: Structure and Texts, Taiwan, Institute of Linguistics, Academia Sinica Taipei, 2024 (lire en ligne)
- (en) François Jacquesson, A Dimasa grammar, 2008a (, )
- (en) François Jacquesson, Dimasa-English lexicon, 2008b (, )